# 엔히크 항해왕자
인펑티 동 엔히크 지 아비스 지 비제우 공작(포르투갈어: Infante Dom Henrique de Avis, Duque de Viseu [ẽ.'ʁi.k(ɨ)][*]: 1394년 3월 4일 ~ 1460년 11월 13일)은 엔히크 항해왕자(포르투갈어: Infante Dom Henrique, o Navegador 인펑티 동 엔히크 우 너비거도르[nɐ.vɨ.ɣɐ.ˈðoɾ][*], 영어: Prince Henry the Navigator)로 널리 알려진 포르투갈 아비스가의 왕자(Infante)이며 포르투갈 왕국 초창기의 주요 인물이다. 서아프리카 연안탐사와 대서양 탐험과 개척을 이끌고 지원하였다.
포르투에서 아비스 왕조의 시조 주앙 1세(1357~1433)의 셋째 아들로 태어났다. 1415년 북아프리카의 세우타를 정복전에 직접 참전하여 싸웠으며, 정복에 성공한 후 세운 공을 인정받아 두 명의 형들과 함께 세우타에서 기사로 서임받았다. 1418년 이후 아프리카 서해안에 많은 탐험선을 보내어 항로를 개척하기에 주력했다.
세인트빈센트곶에 천문대와 항해 연구소를 세웠으며, 탐험 항해가들을 파견하여 보자도르곶과 베르데곶 등을 탐험하게 하였고 마데이라 제도, 아조레스 제도 등을 발견하여 식민지를 건설하였다. 1446년에는 북위 약 15°에 있는 감비아강에 도달하였다. 1460년에 사망하기 전까지 시에라리온 인근 북위 6도 지점까지의 아프리카 서안을 탐사하는 업적을 쌓았다. 이와 같은 그의 노력은 후대 마누엘 1세(1469~1521) 시절에 인도 항로를 발견할 수 있는 기초가 되었다.
엔히크는 사그레스의 ‘빌라 두 인펑티(포르투갈어: Vila do Infante 왕자의 마을)[*]’에 항해가와 지도업자들을 모아 이들의 후원자가 되었고 포르투갈이 대항해 시대를 열 수 있게 하였다. 이 사그르 학파는 항해학을 크게 발전시켰으며 그들의 여러 발견과 연구는 주앙 2세(1455~1495) 시절에 포르투갈의 식민지 확장에 기반이 되었다.
'항해왕' 또는 '항해왕자'라는 별칭은 19세기 독일 역사학자들에 의해 처음 사용되었고, 그의 전기를 쓴 영국의 작가들에 의해 널리 알려지게 되었다. 그러나 정작 포르투갈 저술가들은 이런 별칭을 사용하지 않는다. 엔히크 자신이 탐험과 발견을 위해 항해에 직접 나선 적이 없었기 때문이다. 엔히크는 생전에 탐험사업에 과도하게 투자를 했기 때문에 많은 빚을 남긴채 죽었다. 그래서 엔히크의 조카인 국왕 아폰수 5세는 엔히크의 사후에 미 개척된 지역에 대한 해양 탐사 사업에 더 이상 투자하지 않았다.
1437년에 그가 주도적으로 추진했던 탕헤르 원정은 엔히크의 지휘능력에 문제로 인해 대실패로 끝났다. 이로 인해 볼모로 잡혔던 막내동생이 학대받다가 끝내 모로코에서 숨지는 결과를 초래했고 엔히크 자신도 명성이 실추되며 입지가 매우 좁아졌다. 또한 기존에 알려진 바와는 달리 그의 삶은 금욕적이지 않았고 습관적으로 약속을 잘지키지도 않았으며 큰형 국왕 두아르트로부터 낭비벽이 심하다는 비난을 받았다.

## 어린 시절
포르투갈 국왕 주앙 1세와 잉글랜드 필리파 사이에서 셋째 아들로 태어나 친형 두아르테 및 페드루 왕자와 더불어 국왕부부의 관심속에 양질의 교육을 받으며 성장하였다. 아비스 기사단장이었던 아버지 주앙 1세는 비록 페드루 1세의 서자 출신이기는 했으나 후계없이 페르난두 1세가 사망한 후 벌어진 혼란한 정국속에 신흥 부르조아 세력으로부터 지지를 받으며 포르투갈의 독립을 지켜냈다. 1385년 8월에 벌어진 알주바로타 전투에서 수적 열세에도 불구하고 카스티야를 격퇴시킨후 코임브라 궁정회의를 통해 국왕으로 추대되었다. 어머니 필리파는 잉글랜드 랭커스터에 곤트의 존의 딸로, 포르투갈과 잉글랜드가 1386년 동맹을 맺은후 이를 공고히 하기 위하여 혼인동맹을 맺으며 1387년에 주앙 1세와 결혼하였다.

### 비제우 공작
1415년 부왕 주앙 1세(1357~1433)는 비제우 공작위를 신설하여 엔히크 왕자에게 하사하였다. 세우타 정복에 성공한 후 그 공로를 치하하기 위함이었다. 1436년 3월, 엔히크는 비제우 공작위를 비롯한 자신의 전 재산을 조카 페르난도에게 상속한다는 유언장을 작성하였다. 페르난도는 국왕 두아르테 1세(엔히크의 친형)의 둘째 아들이다. 이런 유언장을 작성한 이유는 엔히크가 제안한 '탕헤르 원정'을 국왕 두아르테가 반대하자 형을 설득하기 위해서였다. 유언장 작성후 원정은 승인되었고, 비록 1437년에 실시한 탕헤르 원정은 대 실패로 끝났으나 엔히크 사후에 비제우 공작 작위는 조카 페르난도에게 상속되었다.

### 그리스도 기사단장
1420년 5월, 주앙 1세에 의해 그리스도 기사단의 단장으로 임명받았다. 다른 형제들도 공작으로 봉해졌으며 둘째 왕자는 산티아고 기사단장, 막내 왕자는 아비스 기사단장으로 임명되었다. 이런 조치는 전란을 통하여 급 부상한 신흥 귀족 세력을 견제하고 군주의 권위를 과시하여 주앙 1세의 치세기에 왕권이 도전받지 않도록 하기 위함이었다.
그리스도 기사단은 포르투갈내에서 가장 영향력 있고 막대한 부와 강력한 힘을 가진 엘리트 그룹이었다. 그리스도 기사단의 전신은 성전기사단이다. 성전기사단은 11세기에 있었던 십자군 전쟁 당시에 창설된 기사단이었다. 14세기 초에 프랑스 국왕 필리프 4세(재위 1305~1314)의 주도하에 성전기사단이 해체될때, 당시 포르투갈 국왕 디니스가 포르투갈내에 있는 성전기사단을 해체는 하되 새롭게 창단하는 그리스도 기사단에 통합 할 수 있도록 해달라고 교황청에 요청하여 존속시킨 기사단이다.
기사단은 본래 교황청 소속이며 교황과 기사단장의 명령에만 절대복종하는 조직으로, 단장의 권력은 절대적이었다. 그리스도 기사단장이 된 엔히크는 기사단의 재정을 해양 탐사에 전용하였으며 기사들은 엔히크의 명령에 따라 말을 버리고 해양 탐사선을 타기 시작했다.

## 해양 탐사

### 해양 탐사 사업
엔히크 왕자가 주도하는 해양 탐사가 시작된 시점은 세우타 정복에 성공한 1415년 이후부터이다. 초기 아프리카 연안과 대서양에 대한 개척 사업은 경제적인 수익이 발생하지 않는 상태에서 막대한 비용이 들어가자 반대 여론이 많았다. 그럼에도 불구하고 지속될 수 있었던 것은 아버지 주앙 1세의 지지가 있었기 때문이다. 포르투갈은 서유럽의 변방 국가이며 사방이 막혀있었는데 이러한 지정학적인 이유로 인해 세력과 영토 확장, 대외진출, 무역 등에 있어서 매우 불리하였다. 이런 한계를 극복하고 미래에 대한 투자와 개척 그리고 가능성에 대한 도전이 절실했던 주앙 1세는 해양 탐사와 개척을 그 돌파구로 삼았다.
1433년 주앙 1세가 사망한 후에는 즉위한 친형 두아르트의 지지가 있었다. 1437년 탕헤르 원정이 실패와 1438년 국왕의 사망으로 정체되기도 하였다. 그러나 새로 즉위한 조카 아폰수 5세 시절에도 해양 탐사에 대한 지원은 지속되었다. 큰 수익이 발생하지 않는 가운데 많은 비용이 지출되는 해양 탐사에 대한 반대는 계속되었다. 1440년대에 들어서 흑인 노예무역과 금 거래가 시작되자 이런 비난은 수그러 들었다. 그러나 엔히크가 사망시 탐험사업으로 인해 많은 부채를 남겼기 때문에 그의 사후에는 미 개척지 탐험에 대해 추가 투자가 이루어지지 않았다. 그 대신 이미 개척된 지역과의 무역이 활성화되었다.

### 서대서양 탐사
1419년 포르투갈 남단 알가르베 주의 총독이 된 엔히크는 사그레스 곶에 항해 연구소를 설립하였다. 연구소에서는 항해사와 지도 제작자, 천문학자, 조선업자, 도구 제작자등 항해 전문가들을 끌어모아 해양 탐사에 대해 전문적으로 연구를 하였다. 1419년 곤살베스와 트리스탕에 의해서 포르투산투 섬을 포함한 마데이라 제도가 처음 발견되었다. 섬에 대한 소유권을 귀족들에게 나누어 주며 1425년부터 식민화 사업이 진행되었고 기항지로도 활용되었다. 주로 남부 알가르베 인들이 이주하였으며 토양과 기후가 좋아 식민지로서 크게 번영하였다.
초기에는 염료 추출용 재목과 밀이 생산되었고 15세기 중반부터는 사탕수수 재배가 활성화 되면서 노동력이 부족해지기도 했다. 아프리카 흑인 노예들을 수입하여 보충하였는데 나중에는 전체 인구의 약 15% 정도를 노예들이 차지하였다. 15세기 말엽에는 마데이라가 유럽 설탕의 최대 공급지가 되었다. 17세기 이후에는 품질좋은 포도주 생산으로 큰 성공을 거두기도 하였다.
1427년에는 디오고 드 실베스가 아조레스 제도를 발견하였다. 아조레스 식민화 사업에는 스페인, 프랑스 등 외국인들의 이주도 수용하였다. 초기에는 자색염료를 추출하는 카나리아이키를 생산하여 플랑드르 등지의 유럽의 염료 공장에 수출하였다. 또한 15세기 말부터 밀을 경작하여 본국과 북아프리카 해안 지역에 수출하기도 했으며 가축 사육도 활발히 진행되었다.

### 페드루 왕자의 도움
엔히크의 해양 탐사에는 둘째형 페드루 왕자의 영향도 컸다. 페드루 왕자는1425년에 유럽 여행을 떠나 잉글랜드·플랑드르·독일·헝가리·몰다비아 및 왈라키아 공국들(지금의 루마니아)을 방문하고 이탈리아와 아라곤, 카스티야를 거쳐 고국으로 돌아왔다. 이 여행을 통해 그는 지리에 대해 관심을 가지게 되었으며 원거리 여행을 떠나는 대부분의 유럽인 여행자들의 본거지였던 이탈리아에서 그런 관심이 더욱 높아졌다. 페드루는 1428년에 이탈리아에서 마르코 폴로 여행기인 <동방 견문록> 사본을 포르투갈로 가져와 동생 엔리케 왕자를 위해 번역을 해주었다.

### 캐러벨의 탄생

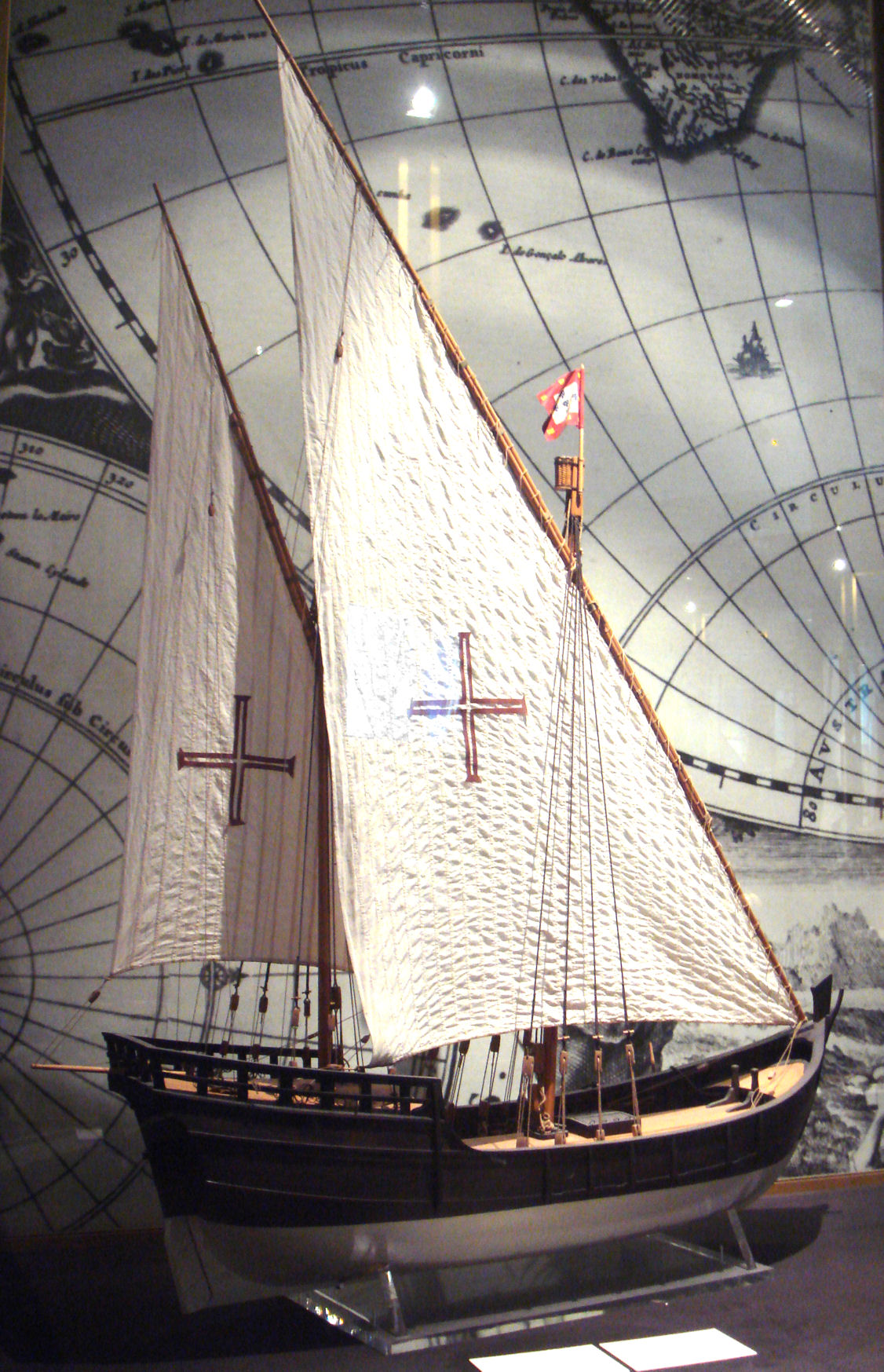
포르투갈이 개발한 캐러벨

알가르베에 있는 라고스 항구를 전진 기지로 하여 조선소를 설립하고 해양 탐사에 적합한 새로운 선박 개발도 추진하였다. 기존 선박들은 지중해를 오고가며 주로 노를 젓는 방식이었는데 잔잔한 지중해에서와는 달리 거친 대서양의 폭풍과 파도에 견딜수있는 내구성이 강하고 노를 젓기 보다는 바람을 이용한 원양 항해용 범선이 필요했기 때문이다. 수 년간의 노력끝에 아랍인들이 사용하는 다우선을 응용하여 포르투갈식 범선이라고 할 수 있는 캐러벨(Caravel)이라는 새로운 배를 만들었다.
이 배는 기존에 사각형 돛을 사용하는 '바르카'보다 규모는 작지만 세개의 삼각 돛(Lateen sail)을 이용하여 맞바람(역풍)을 맞으면서도 앞으로 나아갈수 있는 특징이 있었다. 길이는 약 21m, 너비는 7~8m, 승선 인원은 20 여명으로 50톤 규모였다. 배가 물에 잠기는 흘수선(吃水線, water line)이 얕아 탐사를 목적으로한 연안항해를 주로 하는데 적합한 원양 탐험선이었다. 개발된 캐러벨은 향후 해양 탐사에서 매우 큰 역할을 했으며 이 배가 있었기에 포르투갈의 해양 탐사가 성공할 수 있었다.

### 보자도르 곶 정복
보자도르 곶은 항해에 있어서 금단의 영역으로 '죽음의 곶'이라 불리었다. 북위 26도 선에 있는 보자도르 곶을 지나 그 이남 지역으로 항해한 배중에 살아서 돌아온 이들이 아무도 없었기 때문이다. 이 때문에 보자도르 곶 이남에는 바닷물이 끓기 시작한다거나 하는 여러 미신이 당대 유럽의 뱃사람들에게 존재하였고 그런 공포가 무지를, 무지가 다시 좀 더 큰 공포를 만들어냈다. 엔히크는 이런 보자도르 곶을 정복의 제 1 목표로 삼았다.
14 차례가 넘는 시도끝에 1434년 질 이아네스(Gil eanes)가 드디어 보자도르 곶을 돌아 생환하는 쾌거를 올렸다. 미신을 좋아하는 뱃사람들의 생각과는 달리 바닷물이 끓지도 않았고 괴물이 살고 있지도 않았으며 다만 북위 26도를 지나면서부터 바뀌는 강한 해류와 바람이 존재하였던 것이다. 이를 극복해낼 수 있었던것은 개량된 캐러벨의 우수함 때문이었고 보자도르 곶 정복은 사그레스에 자리잡은 이후 시작된 대양 탐사 초기에 이룩한 가장 큰 업적중에 하나였다.

## 세우타 정복

### 기본배경
1385년 알주바로타 전투의 승리를 통해 포르투갈은 독립을 지켜냈으며 코임브라 궁정회의를 통해 주앙 1세(1357~1433)가 국왕으로 추대되어 아비스 왕조가 태어났다. 이후로도 카스티야의 침공은 지속되었으며 1411년이 되어서야 양국간에 조약이 체결되어 평화가 찾아왔다. 전란 기간동안 귀족들의 대부분은 카스티야의 후안 1세를 지지했고 패전후 망명하며 전통적인 귀족계급은 붕괴하였다. 도시의 상인 계층인 신흥 부르조아들은 귀족들과 달리 포르투갈의 독립을 원했고 주앙 1세의 지지기반이 되어 주었다.
27년간 전란을 거치며 부르조아 세력의 사회적인 영향력이 커졌고 이들은 경제부흥을 위해 새로운 돌파구가 필요했다. 포르투갈은 지정학적인 이유로 인해 지중해와 북해무역에서 소외되어 있었기 때문이다. 주앙 1세는 치적을 통해 서자라는 한계를 극복하고 국력을 결집시켜 중앙집권을 이루어야 했고 장성한 왕자들은 능력을 발휘하여 지도력을 검증받고 싶어했다. 부왕 주앙 1세는 왕세자 두아르트와 논의 끝에 상업과 전략적 요충지인 모로코의 세우타를 공략하기로 결정했다. 북아프리카에 있는 세우타는 번영을 누리는 지중해의 무역항 중에 하나였다. 이교도의 땅이였으므로 건국정신을 계승하여 기독교 세력 팽창이라는 명분도 있었기 때문에 교회로부터 호응도 이끌어낼수 있는 곳이었다.

### 침공
4년 동안 준비끝에 군함 200척과 20,000명의 원정대가 1415년 8월 21일, 지브롤터의 건너편에 있는 세우타를 기습공격하였다. 국왕 주앙 1세를 비롯한 3명의 장성한 왕자들이 모두 참전하였고, 왕세자 두아르트가 직접 상륙작전을 이끌었다. 엔히크 왕자는 부상을 당했음에도 불구하고 끝까지 전투에 임하며 많은 공을 세웠다. 전투는 열시간이 넘게 이어졌으며 8월 22일 아침, 세우타는 포르투갈의 수중에 있었다. 정복에 성공하자 주앙 1세는 그곳에서 왕자 3명을 모두 기사로 서임하였다. 또한 세우타에 관련된 일은 셋째 엔히크에게 일임했다. 9월초가 되자 3,000명의 수비대를 잔류시킨후 본진은 귀국하였다.

### 정복이후
세우타를 빼았긴 모로코의 마리니드 왕조는 1418년과 1419년에 되찾으려 시도했지만 실패했다. 이후 1420년 마리니드 술탄이 암살되며 모로코는 이후 몇 년간 정치적 혼란기를 거쳤고 이로 인해 포르투갈은 세우타를 요새화하고 안정적으로 점령할 수 있었다.
세우타는 포르투갈 역사상 처음으로 얻은 해외영토로서 15세기 말 대항해시대가 열리면서 아프리카 진출을 위한 교두보로 전략적인 요충지가 되었다. 아랍 상인들을 통해 아프리카 연안의 대서양과 내륙에 대한 많은 정보도 얻을 수 있었고 이를 통해 해양 탐험에 큰 도움이 되었다. 모로코와 그라나다의 교통을 차단하여 이베리아반도의 방어에 큰 도움이 되었고 세우타를 기점으로 출몰하는 사라센 해적들을 저지할 수 있게 되었으며 새로운 기항지 제공과 지브롤타 해협을 항해하는 기독교 선박을 보호하는 역할도 하게 되었다. 그러나 훗날 알카세르세게르(1458년), 아르질라, 탕헤르(1471년)의 정복 이전까지는 포르투갈의 세금만 축내는 땅이 되고 말았다. 모로코에 의해 고립되면서 더 이상 무역항으로서 번성하던 예전 모습을 찾아볼 수 없었기 때문이다. 이로 인해 탕헤르 원정의 필요성이 대두되었다.

## 탕헤르 원정

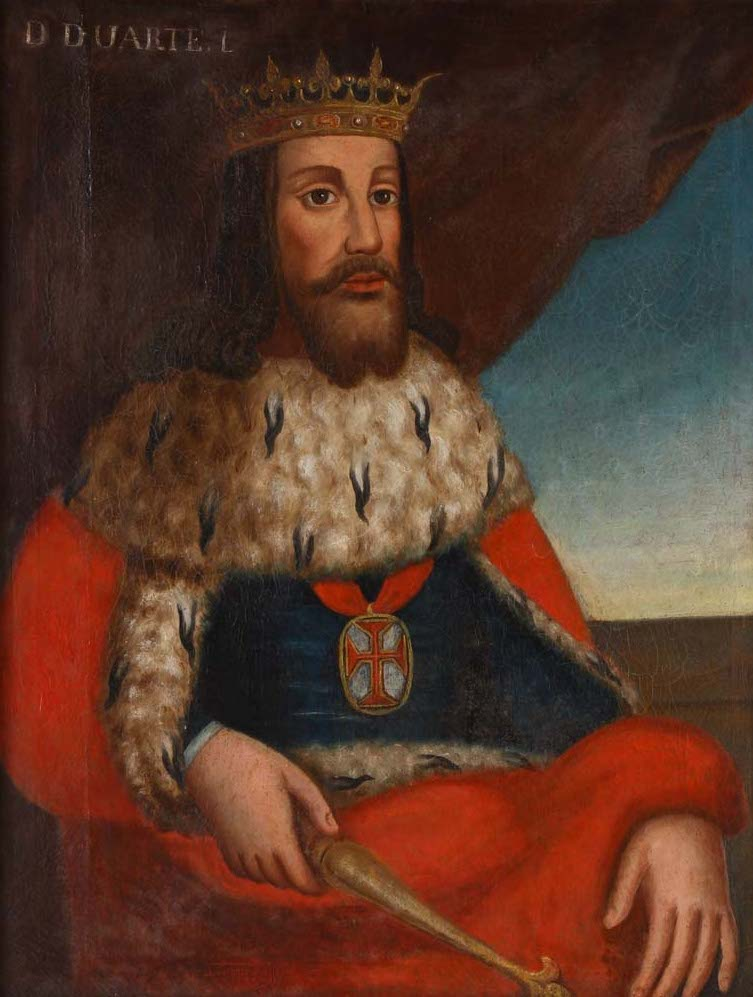
국왕 두아르트 (생몰 1391~1433)

### 기본 배경
세우타 점령으로 인해 여러 잇점이 발생함에도 불구하고 무역항의 역할을 더 이상 하지 못하게 됨으로써 막대한 주둔군 유지비용만 지출되었고 포르투갈의 국고를 탕진하는 애물단지로 전락하였다. 모로코인들은 더 이상 세우타를 무역 통로로 이용하지 않았고 육로나 해로 모두 세우타 대신 탕헤르(Tangier)를 교역로로 이용하였기 때문에 세우타는 고립되어갔다. 탕헤르 점령 없이는 세우타의 가치가 무의미하다는 것을 알게 된 포르투갈에서는 군대를 철수하고 세우타를 포기해야 한다는 목소리가 힘을 얻고 있었다.

### 원정 제안
탕헤르 원정을 처음으로 제안한 사람은 엔히크 왕자였다. 1432년, 왕실 평의회는 국왕 주앙 1세에게 반대의견을 전달했으며 왕세자 두아르트도 나머지 3명의 왕자와 함께 원정에 반대했다. 인력 부족 그리고 정복전쟁과 보유에 소요되는 막대한 비용조달등을 근거로 하여, 정복의 목적, 성공 가능성, 실효성, 이유등을 문제로 지적했다. 이에 대해 엔히크는 현재 모로코 마리니드 왕국이 심하게 분열되어 있어 지도부가 정치적 위기에 처해있다는 점을 강조했다.
1420년 술탄이 암살된후 모로코는 정치적 혼란속에 있고, 어린 술탄 압드 알 하크 2세가 성년이 되어 가고 있었지만, 섭정들은 물러날 생각이 없어 권력투쟁의 조짐을 보이고 있었다. 모로코의 분열은 좋은 기회이며 탕헤르와 아실라 등의 주요 거점 항구도시 몇개만 식민지화 하면 충분하고 교황으로부터 원정에 대한 특권을 받아내면 유럽전역으로부터 기독교 군인을 모집하여 인력공백을 메꾸면 된다고 주장하였다.
원정계획을 검토하던 주앙 1세가 1433년 사망하자 논의는 중단되었다. 왕위를 계승한 장남 두아르트는 원정을 반대했지만 엔히크는 계속 로비를 벌였고 상속받은 영지에 대해 불만이 많았던 막내 동생 페르난두를 끌어들였다. 이로써 원정에는 자신이 단장으로 있는 그리스도 기사단과 막내동생이 단장으로 있는 아비스 기사단이 주축이 될수 있게 되었다. 이어 왕비(형수)에게 접근하여 국왕을 설득하도록 부추켰다. 독신인 자신이 가지고 있는 모든 재산을 둘째 조카(국왕의 둘째 왕자 페르난두)에게 상속하겠다는 유언장을 1436년 3월에 작성하자 국왕 두아르트는 원정을 승인했다.

### 전쟁 준비
모로코 서부연안에 있는 서너개의 성채 점령을 목표로 한 원정준비는 차분히 진행되었다. 1436년 4월 중순 두아르트는 코르테스(의회)를 에보라에서 열어 원정 자금을 마련하였다. 엔히크는 원정 승인을 위해 교황청을 상대로 로비를 펼쳤고 1436년 9월, 교황 에우제니오 4세로부터 칙령(Rex Regnum)을 받아내었다. 카나리아 제도에 대한 문제로 카스티야와 갈등이 발생하기는 했으나 1437년 여름에 양국간에 갈등은 진정되었다. 1437년 늦여름, 1년간의 준비 끝에 마침내 포르투갈 원정대가 준비되었다. 원정대의 규모는 약 6,000명으로 기사 3,000명, 보병 2,000명, 궁수 1,000명 이었다. 반대여론이 높았기에 원정에 대한 관심이 떨어졌고 모집된 병력은 본래 계획에 비해 절반 수준이었다.
모로코는 정치적 분열에도 불구하고 포르투갈이 원정준비를 하는 지난 1년간 침공에 대비한 방어 준비를 했다. 마리니드 왕국의 수도 페즈에서는 섭정 아부 자카리아가 국민통합과 성전을 호소했다. 비록 지난 15년 동안 모로코가 지방분권이 심화되어 분열되어 있었지만, 지방 총독들은 아부 자카리야의 호소에 부응하여 전쟁준비를 하였다. 탕헤르는 1415년 당시 세우타의 총독이었던 살라 이븐 살라의 지휘하에 있었다. 그는 복수를 열망하고 있었고 그라나다에서 수입한 뛰어난 궁수들을 포함한 약 7천 명의 수비대를 갇추었다. 탕헤르의 요새는 보강되었으며 세우타로 통하는 주변의 산길도 봉쇄하였다.

### 원정
엔히크 왕자가 총사령관으로 임명된후 원정대는 1437년 8월 22일 벨렘 항을 떠났다. 세우타에 도착후 받은 정찰보고를 토대로 원정대는 목표인 탕헤르를 향해 육로와 해상로로 나누어 접근하기로 결정하였다. 엔히크는 육로를 통해 이동하여 9월 13일 탕헤르 외곽에 도착했으며 해상으로 이동한 막내 페르디난드 왕자는 먼저 도착해 있었다. 탕헤르를 포위한후 9월 20일 첫 공격을 시작으로 10월 5일까지 세차례 공격을 했으나 모두 실패했다. 10월 9일경 모로코 마리니드의 섭정 아부 자카리야가 이끄는 대규모 지원군이 도착하여 전투가 벌어졌는데 포르투갈 군이 크게 패배했으며 엔히크 왕자가 위험에 처하기도 했다.
포르투갈 원정군은 3,000명 정도가 생존한 가운데 모로코 지원군에게 포위 당했다. 모로코는 포르투갈의 탈출로와 보급로를 완전히 차단하며 고사작전을 펼쳤고 포르투갈은 보급이 떨어져 절박한 상황에 놓였다. 굶주린 군대는 말을 잡아먹기도 했고 우물도 턱없이 부족했다.

### 퇴각
엔히크는 군대의 안전 철수를 보장받는 대가로 세우타 반환을 약속하는 종전조약 체결을 제안하였다. 이 조약은 1437년 10월 17일에 엔히크 왕자와 살라 이븐 살라에 의해 체결되었다. 안전철수와 약속이행을 담보로할 인질을 상호 교환한후 10월 19일 포르투갈 원정대의 생존자들은 모두 배를 타고 탕헤르를 떠났다. 인질중에는 엔히크의 막내동생 페르디난드 왕자가 포함되어 있었다.

### 귀국후
이번 원정을 주도적으로 추진하였던 엔히크는 원정이 대 실패로 끝남에 따라 그동안 세우타 정복(1415년) 과 해양탐사를 통해 얻은 명성이 실추되고 입지가 좁아졌다. 귀국후 엔히크 왕자는 조약 파기를 주장하였다. 철수의 안전을 보장하기로 했으나 포르투갈군이 승선을 위해 이동중에 발생한 무혈충돌로 수십명이 사망하는 사건이 발생하였는데 이는 이미 모로코에 의해서 조약이 깨어졌다는 근거라고 했으나 설득력을 얻지는 못했다.
두아르트 국왕은 레이리아에서 코르테스(의회)를 소집하여 이에 대해 논의하였다. 의회는 조약의 비준을 반대하였고, 페르난두 왕자의 석방을 위해서는 다른 방법을 찾기로 결의하였다. 이후 여러 루트를 통해 페르난두 왕자의 석방을 위한 노력을 하였으나 실패하였다. 세우타 반환은 이루어지지 않았고 볼모로 잡혀있던 막내동생 페르난두는 1443년에 6월 5일 모로코 포로 수용소에서 41세의 나이로 사망하였다.

## 알파로베이라 전투

### 섭정권 분쟁

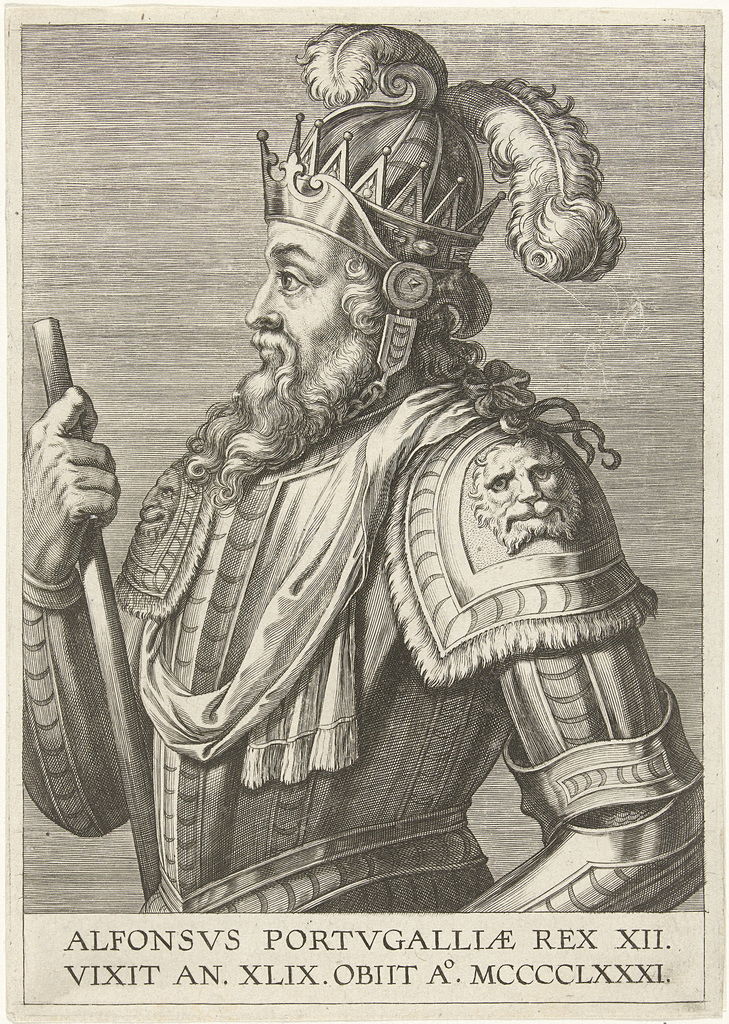
아폰수 5세(생몰 1432~1481)

1438년 두아르트가 47세의 나이에 흑사병으로 갑작스럽게 사망하자 6살의 어린 아폰수 5세가 즉위하였다. 두아르트는 유언장에 왕비 레오노르를 섭정으로 지목하였다. 그러나 왕비는 정치적인 능력이 부족했고 특히 아라곤 출신의 외국인이라는 점이 거부감을 불러일으켜 반대 여론이 크게 일어났다. 외국인에 대한 부정적 정서는 지난 1383년 이후 28년간 이어진 카스티야와의 전쟁에서 형성된 국민적 감정이었다. 이를 의식한 왕비는 아폰수 5세의 숙부인 코임브라 공작 페드루와 행정과 사법권력을 나누어 공동 섭정을 하는 절충안을 취하였다. 그러나 이 조치는 왕국 통치에 비효율적이었으며 1439년에 코르테스(의회)는 페드루의 단독 섭정을 결정하였다. 왕비는 망명길에 올랐고 카스티야에서 1445년 사망하였다.

### 권력 투쟁
섭정 페드루(코임브라 공작)는 귀족들의 권력을 억제하고 왕권을 강화하여 정국의 안정과 왕국의 번영을 추구하였다. 페드루의 정책에 가장 불만이 컸던 사람은 바르셀루스 백작 아폰수(1377~1461)이다. 그는 주앙 1세의 서자로 섭정 페드루의 이복형제이다. 주앙 1세는 바르셀루스 백작을 많이 총애하여서 아비스 왕조의 개국공신인 누누 알바르스 페레이라의 무남독녀인 베아트리스와 혼인을 시켰다.
이후 그는 페레이라의 막대한 재산을 상속받을 수 있었다. 그러나 그는 자신의 지위가 낮다는 것을 문제삼아 가족내에서 반목을 조장했으며 국왕 아폰수 5세의 신임과 권력을 얻고자 노력하였고 섭정 페드루의 권력을 질투하면서 그와 끓임없이 갈등하였다. 아폰수는 1442년 국왕으로부터 초대 브라간자 공작으로 임명받는다. 이로써 강한 권력과 부를 가진 대귀족이 되었다.

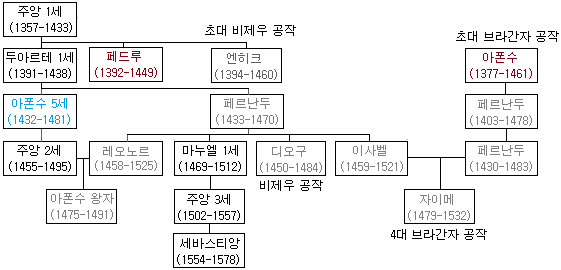

### 비극적 결말
페드루는 1445년에 자신의 딸 이자벨라를 아폰수 5세와 혼인시키며 숙부이자 장인으로서 자신의 지위를 공고히 했다. 섭정 페드루에게 권력 편중현상이 발생하자 브라간자 공작 아폰수는 국왕과 섭정 페드루 사이를 떼어놓기위해 노력하였고 1448년 6월에 페드루를 섭정직에서 내려와 코임브라로 물러나게 만드는데 성공하였다. 아울러 이간질을 통해 국왕과 페드루 사이가 더욱 나빠지게 만들었고 결국 국왕으로 하여금 섭정 기간내에 시행된 모든 법령과 포고령을 무효화시키도록 유도하였다. 또한 페드루를 극한 상황으로 몰고가서 반란을 일으킬 정도로 갈등을 증폭시켰다.
엔히크는 양측을 중재하여 갈등을 바로잡고 권력투쟁을 종결시키려고 노력하였으나 실패하였다. 결국 아폰수 5세와 페드루는 1449년 5월 알파로베이라 전투에서 맞붙었고 숙부와 조카간에 싸움은 페드루가 패배하여 사망하는 비극으로 끝나고 말았다. 엔히크는 국왕의 편에 섰지만 전투에 참가하지는 않았으며, 코임브라 공작이 사라진 포르투갈은 사실상 브라간사 공작이 통치자가 되었다.

## 북아프리카 원정
브라간사 공작이 장악한 포르투갈은 부르주아 계급보다는 귀족중심 그리고 귀족들의 이익을 위한 정책들을 추진하였다. 귀족들에게 많은 토지가 하사 되었고 여러 특혜와 특권이 주어졌다. 이로 인해 귀족들은 득세하였고 왕권은 계속 추락하였다. 귀족들은 팽창주의 정책을 추구하였으며 이런 정책들은 아폰수 5세(1438~1481)에게 해외로 눈을 돌리게 만들었다. 국내 정치에서 실추되고 약화된 왕권을 해외 원정을 통하여 만회하고 왕의 권위를 높이고자 했다.
오스만 트루크가 1453년에 콘스탄티노플을 점령하며 유럽에 큰 충격을 주었고 1456년에는 중부 유럽을 침입해 벨그라드를 포위하였다. 교황 칼리스토 3세(209대 1455~1458)은 오스만에 맞서기 위해 십자군의 조직을 호소했다. 하지만 대부분의 유럽 군주들은 자국의 상황과 나라별 경쟁등에 이유로 크게 호응을 하지 않았으나, 아폰수 5세는 적극적인 지원의사를 밝히고 십자군 원정을 준비해나갔다. 아폰수 5세의 이런 노력은 1458년 교황이 사망하자 구심점을 잃어버린채 목표를 상실하게 되었다.
포르투갈은 십자군 원정을 위해 준비했던 군사들을 탕헤르 원정(1437년) 실패 후 중단되었던 북아프리카 정복사업으로 돌렸다. 이교도 국가인 북아프리카의 무슬림 왕국을 정복하여 교회로부터 인정을 받고자 한 것이다. 엔히크는 1458년에 원정대를 이끌고 북아프리카의 알카세르세게르(Alcácer Cequer)로 원정을 실시했다. 엔히크는 64세의 나이에도 불구하고 전투에서 잘 싸웠으며 알카세르세게르 정복에 성공하였다.

## 노예 무역

### 대서양 노예 무역
엔히크가 주도하는 해양탐사와 아프리카 개척은 경제적 실익이 없는 가운데 막대한 자금만 소모되자 비판이 일었다. 엔히크의 명에 따라서 1441년 안탐 곤살베스가 금과 함께 10명의 아프리카 흑인들을 처음으로 포르투갈에 데려오자 이런 비난은 잠잠해졌다. 이때부터 포르투갈인들은 아프리카 흑인에 대해 많은 관심을 보였는데, 당시 식민지 건설이 진행되던 아조레스와 마데이라 제도의 밀과 사탕수수 재배에 노동력이 많이 부족했기 때문이다. 이런 수요로 인해 같은 해 모리타니 북부로부터 많은 노예들을 들여오기 시작했다.
아프리카 일부 지역에서는 대서양 노예 무역이 시작되기 오래전부터 노예제가 흔한 일이었다. 훗날 노예무력이 활성화되어 유럽인이 노예무역으로 유명한 아프리카 중부 서해안에 진출하기 전에도 그 지역 아프리카인들의 30~60%가 노예였다. 이들은 백인들의 노예로 지낸것이 아니라 그 지역 지배계층 흑인들의 노예로 지내고 있었다. 따라서 거래된 흑인 노예들은 백인 노예상들이 납치한 것이 아니라 아프리카 추장들과 거래를 통하여 들여왔다.
1444년에 포르투갈의 항구 도시이자 해양 탐험의 전진기지로 사용되어온 라구스에 처음으로 아프리카 노예를 수입하여 판매하는 노예 시장(Mercado de Escravos)이 생겼다. 엔히크는 라구스에 '기네의 집'을 건립하여 이곳에서 노예교역이 이루어지게 하였으며 수입 노예들의 20%를 세금으로 거두어 들였다. 1456년에 카보베르데(Cape verde) 제도가 발견되었는데 이곳을 노예무역의 기지로 활용하였다. 포르투갈의 아프리카 흑인노예 무역은 점차 활성화되었고 16세기에 이르러서 리스본의 인구 중 10%는 아프리카 흑인일 정도였다.

### 노예무역의 정당성
포르투갈은 탐사, 개척, 정복을 통해 확보한 북아프리카와 대서양 지역에 대한 독점적 무역권과 점령지에 대한 소유과 관리권한에 대한 교회의 인정과 지지를 교황청 요청했다. 1452년, 교황 니콜라오 5세(208대 1447~1455)는 칙령(Dum Diversas)을 통하여 사라센인과 이교도들을 공격하고 정복하여 점령할 수 있는 포르투갈의 권리를 인정했다. 또한 사라센인, 이교도, 비기독교인을 세습 노예화 할 수 있는 권리를 아폰수 5세에게 부여 하였다.
이는 레콩키스타와 북아프리카 원정중 생포된 포로들의 노예화에 대한 도덕적 정당성을 부여한 조치이며, 노예화는 경제적 이익을 위한 것이 아니라 이교도와 불신자를 줄이는 차원에서 실시함으로써 종교적, 도덕적 정당성을 인정받을 수 있게 되었다. 노예들을 강제개종시켜 그들의 영혼을 구원시킬 수 있다고 보았기에 이교도 아프리카 원주민을 노예로 데려오는것을 인정하는 것이었다. 교황 니콜라오 5세는 칙령의 내용을 1455년에 공포한 로마누스 폰티펙스 칙령에서 재차 확인하였다. 이러한 교황의 칙령들은 차후에 노예 무역과 유럽의 식민지 활동에 대한 정당성을 부여하였다.

## 사망
알카세르세게르(Alcácer Cequer) 원정에 성공한후 귀국하여 2년은 더 살다가 1460년에 사망하였다. 엔히크의 유해는 바탈야 수도원에 안장되었다.

## 평가
엔히크 왕자의 생전 혹은 사후 3세기 동안은 '항해왕' 또는 '항해왕자'라는 별칭을 사용하지 않았다. 이런 표현을 처음 사용한 사람은 19세기 독일 역사학자 하인리히 셰퍼(Heinrich Schaefer)와 구스타브 드 비어(Gustave de Veer)이다. 또한 이런 별명이 널리 알려지게 된것은 1868년에 엔히크 왕자의 전기를 쓰며 책제목에 포함시킨 헨리 메이어(Henry Major) 와 1895년에 레이먼드 비즐리(Raymond Beazley)의 책이 인기를 얻으면서 부터이다.
영국 작가들에 의해 항해왕자라는 별명이 널리 퍼지기는 했으나 정작 포르투갈 저술가들은 이런 별명을 거의 쓰지 않는다. 엔히크 자신이 탐험과 발견을 위해 항해에 직접 나선 적이 없었기 때문이다. 또한 엔히크는 생전에 탐험사업에 과도하게 투자를 했기 때문에 많은 빚을 남긴채 죽었다. 그래서 그의 조카 국왕 아폰수 5세는 엔히크의 사후에 미 개척된 지역에 대한 해양 탐사 사업에 더 이상 투자하지 않았다.
주경철 교수는 자신의 저서 <대항해 시대>에서 엔히크 왕자에 대해 언급하며 이런 각주(脚註)를 첨부하였다. "오늘날까지도 일부 영향을 미치는 견해는 엔히크를 영웅화하는 것이다. 대체로 제2차 세계 대전 이후에 시작되어 1960년대에 정점을 이루는 역사학(즉 브로델이 거론하는 전통적인 설명)에서 포르투갈의 해외 팽창을 엔히크의 주도적인 노력과 결부시키고 이런 관점에서 엔히크를 '귀족적이고 고매한 인품의 영웅'이자 '르네상스적 발견을 대변하는 인물'로 그리곤 했다. 새로운 설명은 이처럼 한 인물을 강조하기보다는 포르투갈 사회 전체의 발전을 강조하는 것이다."
1420년 5월, 26세에 포르투갈 내에서 가장 영향력이 있는 기사단인 그리스도 기사단의 단장이 되었다. 이 직위를 맡으면 성직자가 아닐지라도 금욕적인 생활을 해야 할 의무가 있었다. 그러나 엔히크는 세속적인 쾌락을 절제하지는 않았다. 이로 인해 젊은시절에 사생아 딸이 있었다.
1433년 즉위한 엔히크의 친형인 두아르테는 엔리케의 낭비벽과 무질서한 습관, 약속을 잘 지키지 않는 것, 자금조달을 위해서는 수단과 방법을 가리지 않는 것 등의 문제점을 들먹이며 꺼리김없이 훈계와 비난을 퍼부었다. 이와 같이 엔히크가 종교와 탐험사업 외에 다른일에는 관심이 없는 고상하고 금욕적인 인물로 알려진것과는 많이 달랐다고 한다.

## 같이 보기
- 대항해시대
- 주앙 1세
- 두아르트
- 아폰수 5세